# Джатаки

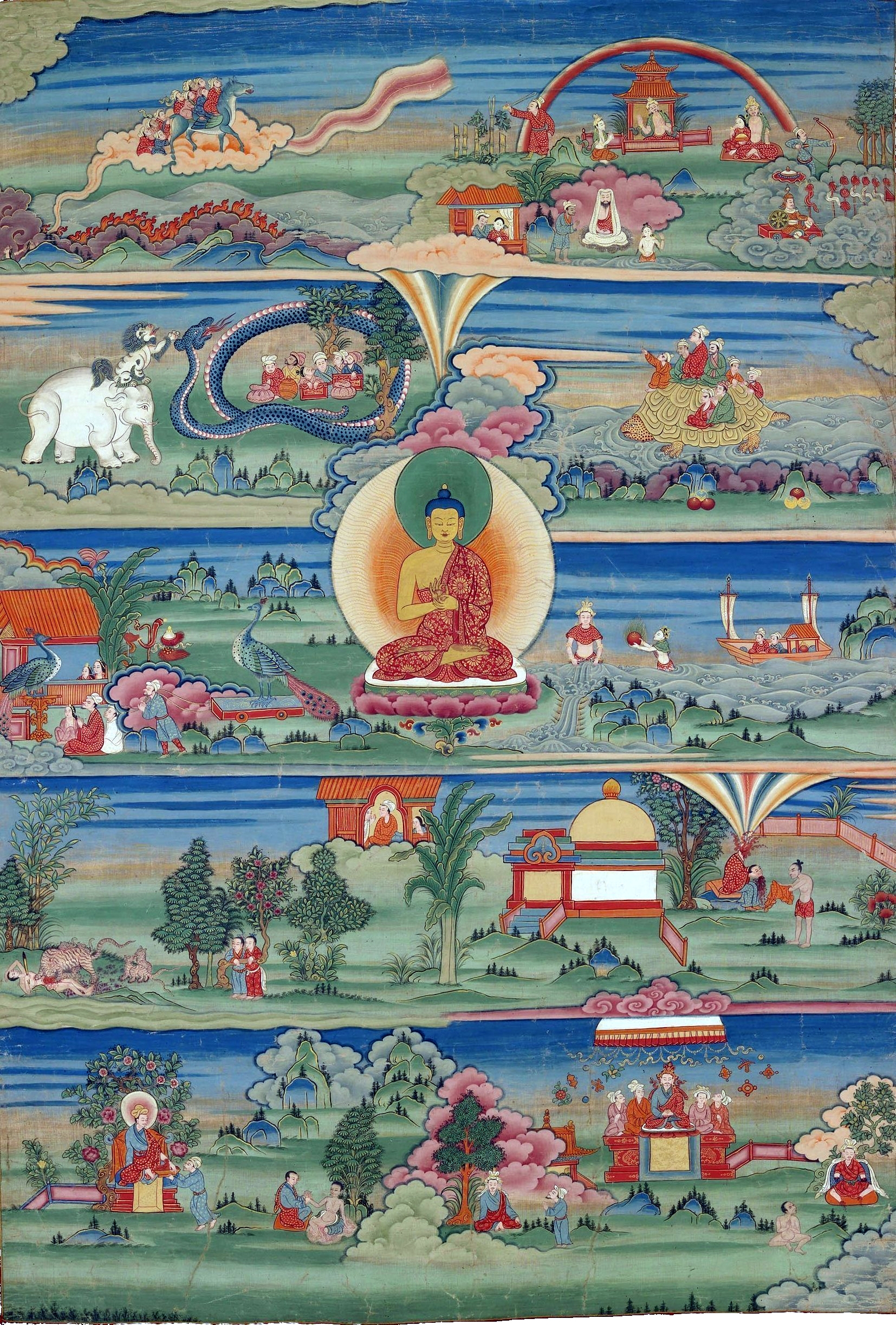
Бутанская расписная танка джатак, 18-19 вв., Пхайодинг Гонпа, Тхимпху

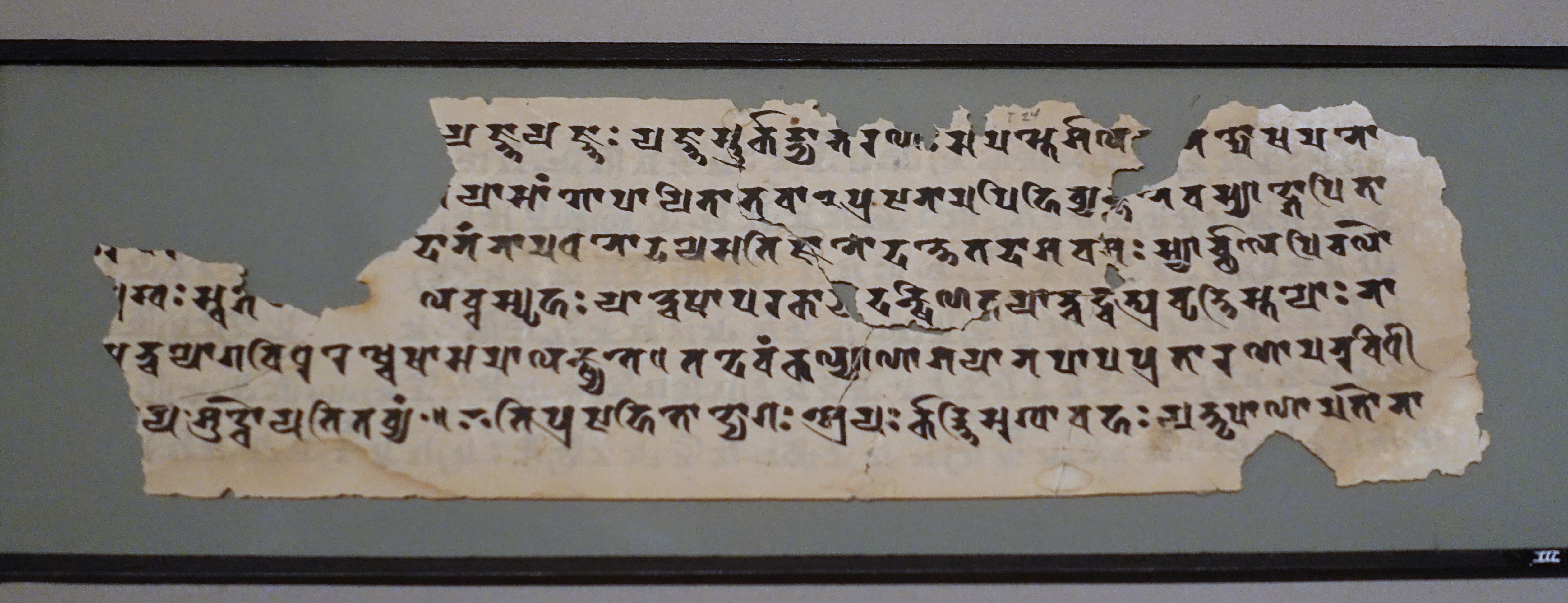
Рукопись Джатакамала (8-9 вв.)

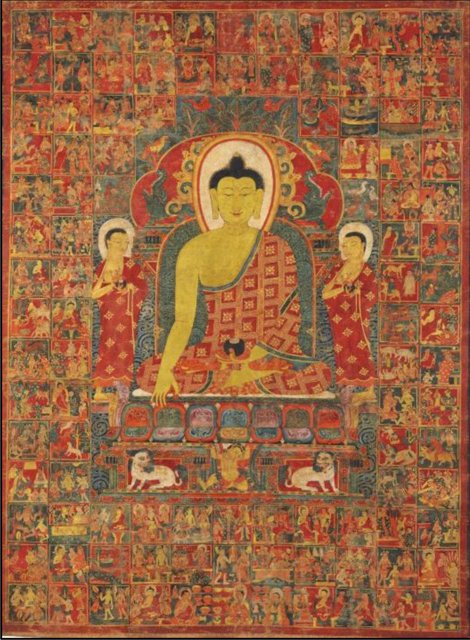
Танка Будды с сотней джатак на заднем плане, Тибет, 13-14 вв.

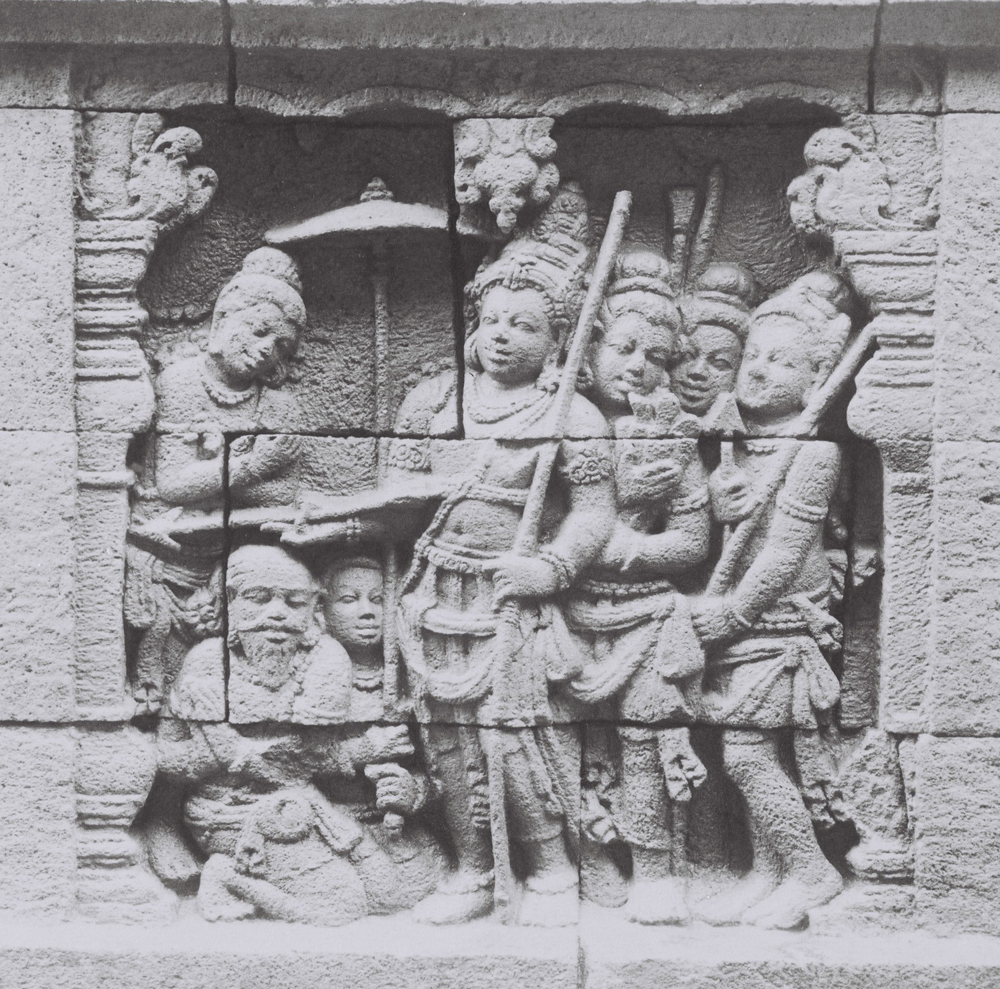
Кхудда-бодхи-джатака, Боробудур

Джа́таки (мн. ч. от джа́така, санскр. जातक, IAST: jātaka — «рождённый») — древнеиндийские притчи о земных перевоплощениях Будды, создававшиеся с начала I тысячелетия до н. э. Известно 547 джатак. Они входят в «Сутта-питаку» («Собрание текстов»), в буддийский канон Тхеравады «Типитака», а также в Махаянский канон как «Гирлянда джатак».
В той форме, в которой джатаки входят в настоящее время в «Собрание малых повествований» (Khuddakanikāya) — одну из частей второй «корзины поучений» (Suttapiṭaka) буддийского канона «Трёх корзин» (Tipiṭaka — см. «Типитака»), — они представляют обширный прозаический комментарий к стихотворным изречениям — гатхам, составляющим, так сказать, тематическое зерно каждого повествования.
Таким образом в современной форме каждая джатака распадается на следующие части:
- история о настоящем (Paccuppan-navatthu), излагающая обстоятельства, при которых была рассказана Буддой
- история о прошлом (Atītavatthu), включающая самое джатаку, и
- связанные с последним стихотворные изречения (Gāthā), к которым присоединяется
- толкование стихов (Veyyākaraṇa) и
- разъяснение связи (Samodhāna) между героями истории о настоящем и истории о прошлом.

Прозаические части этого комментария, называющегося «Описание смысла джатаки» (Jātakaṭṭhavaṇṇanā), по языку значительно моложе гатх и заставляют исследователей предполагать, что первоначально были зафиксированы только эти стихотворные изречения, прозаические же части воспроизводились импровизацией рассказчика.
Включение в канон джатак, широко черпающих из тематики устной народной словесности, является показателем постепенной демократизации буддизма. В древнейших частях канона монахам возбраняется рассказывать сказки о царях, разбойниках, войнах, женщинах, богах, приключениях и т. п. В позднейших текстах строгая церковность[неизвестный термин] уступает место стремлению к популярности и в джатаках сам Пробуждённый (Будда) изображается рассказчиком занятных повестей.
Главная задача джатак состояла в наставлении слушателей в нравственном поведении, щедрости к просящим, кротости и терпимости, правдивости, воздержании от причинения вреда живым существам, от воровства, грубых речей и т. д.
Хотя официально джатаки рассматривались как прошлые жития Будды, это не мешало им оставаться прежде всего занимательными рассказами, тем более что в большинстве из них буддийская обработка ограничивалась простой привязкой к фигуре Будды. Отсюда их огромная популярность. Их не только слушали (а позднее и читали), они инсценировались в религиозных и полурелигиозных представлениях, на их сюжеты создавались фрески и барельефы в буддийских храмах.
Пятьсот сорок семь джатак канона представляют собой в части повествовательных форм необычайную пестроту: прозаические формы со вставными строфами варьируются от короткого анекдота до небольшого романа; стихотворные формы представлены диалогом, собранием изречений и эпическими отрывками.
Такую же пестроту являет и тематика джатак, в которой представлено множество так называемых «бродячих сюжетов» (в том числе сюжеты о коте-монахе, о шакале-советнике, об осле в львиной шкуре, о шакале, восхвалявшем пение вороны, об аисте, переносившем рыб в пруд, о танцующем женихе, о благодарных животных и неблагодарном человеке, о Соломоновом суде, о царе, понимавшем птичью речь, о «скатерти-самобранке», о кубке счастья, об услужливом глупце, о Шемякином суде, о свинопасе и принцессе, о кладе и убийцах и т. д. и т. п.).
Это совпадение сюжетов джатак с сюжетами древних и средневековых восточных и европейских сказок и новелл побудило в своё время учёных (Бенфей) искать именно в повествовательной литературе буддизма источник всей западно-европейской новеллистической литературы. Позже восторжествовала точка зрения согласно которой в обмене сюжетами между Западом и Востоком видели в джатаках сравнительно поздние варианты общеиндийских сказочных и новеллистических сюжетов.
Кроме сборника джатак, входящего в палийский канон, известны и другие сборники — в частности знаменитое собрание Арьяшуры «Гирлянда джатак», содержащее 34 джатаки, записанные на гибридном санскрите, и представляющее собой выдающееся произведение санскритской литературы (на русский язык переводилось в 1920-х годах академиком А. П. Баранниковым. Опубликовано в 1962 г.).
На русском языке джатаки из палийского канона издавались до революции 1917 г., а также в 1974 году в рамках серии Библиотека Всемирной литературы, серия первая, том 1 (см.: раздел «Древнеиндийская литература»), в 1979 г. в переводе Б. Захарьина, в 1989 г. («Повести о мудрости истинной и мнимой») и в 2012 г. в переводе А. Парибка.